# 7813 Anderserikson
7813 Anderserikson este un asteroid din centura principală de asteroizi.

## Descriere
7813 Anderserikson este un asteroid din centura principală de asteroizi. A fost descoperit pe 16 octombrie 1985 la Kvistaberg de Claes-Ingvar Lagerkvist. Asteroidul prezintă o orbită caracterizată de o semiaxă mare de 2,60 ua, o excentricitate de 0,17 și o înclinație de 12,5° în raport cu ecliptica.